# Нёвиль-ле-Тис
Нёви́ль-ле-Тис (фр. Neuville-lès-This) — коммуна во Франции, находится в регионе Шампань — Арденны. Департамент коммуны — Арденны. Входит в состав кантона Западно-центральный Мезьер. Округ коммуны — Шарлевиль-Мезьер.
Код INSEE коммуны — 08322.
Коммуна расположена приблизительно в 195 км к северо-востоку от Парижа, в 90 км севернее Шалон-ан-Шампани, в 9 км к западу от Шарлевиль-Мезьера.

## Население
Население коммуны на 2008 год составляло 402 человека.
| 1962 | 1968 | 1975 | 1982 | 1990 | 1999 | 2008 |
| ---- | ---- | ---- | ---- | ---- | ---- | ---- |
| 244  | 256  | 261  | 301  | 343  | 353  | 402  |

## Экономика
В 2007 году среди 252 человек в трудоспособном возрасте (15—64 лет) 176 были экономически активными, 76 — неактивными (показатель активности — 69,8 %, в 1999 году было 68,0 %). Из 176 активных работали 167 человек (88 мужчин и 79 женщин), безработных было 9 (5 мужчин и 4 женщины). Среди 76 неактивных 25 человек были учениками или студентами, 31 — пенсионерами, 20 были неактивными по другим причинам.

## Фотогалерея
- Нёвиль-ле-Тис
- Церковь
- Фасад церкви
- Памятник жителям Нёвиль-ле-Тиса, погибшим в Первой мировой войне